# کای بولو
کای بولو (انگلیسی: Kai Bülow؛ زادهٔ ۳۱ مهٔ ۱۹۸۶) بازیکن فوتبال اهل آلمان است.
از باشگاه‌هایی که در آن بازی کرده‌است می‌توان به باشگاه فوتبال هانزا روستوک و باشگاه فوتبال مونیخ ۱۸۶۰ اشاره کرد.
وی همچنین در تیم‌های ملی فوتبال آلمان، و آلمان، بازی کرده‌است.